# Meftaha
Meftaha (în arabă مفتاحة) este o comună din provincia Médéa, Algeria.
Populația comunei este de 5.908 locuitori (2008).